# Nikki Benz
Nikki Benz, pseudoniem van Alla Montchak (Oekraïens: Алли Мончак) (Marioepol, 11 december 1981), is een in de Oekraïense Socialistische Sovjetrepubliek geboren Canadees pornoactrice. Ze was de Pet van de maand in het april nummer 2010 van Penthouse en de Penthouse Pet van het jaar 2011.

## Levensloop
Ze werd geboren in Marioepol (het huidige Oekraïne) en kwam in 1988, op 7-jarige leeftijd, met haar ouders naar Toronto. Voorafgaand aan haar pornocarrière, werkte Benz als bakpakmodel en stripper. Ze tekende bij Pleasure Productions in januari 2003 en maakte haar eerste seksscène op het scherm in Strap on Sally 20 met Gina Lynn en haar eerste jongensmeisjescène met Ben English in The Sweetest Thing. Na het afronden van haar contract verhuisde Benz naar Los Angeles en tekende ze in september 2004 bij Jill Kelly Productions. Benz tekende in september 2005 een contract met TeraVision.
In mei 2014 maakte Benz via haar Twitter-account bekend zich kandidaat te stellen voor de burgemeestersverkiezingen van Toronto. In haar campagne pleitte ze voor homorechten, een economische impuls voor de stad en het openbaar vervoer in Toronto. Benz wilde meedoen aan de verkiezingen omdat ze van haar thuisstad hield en zich om de inwoners bekommerde. Ze was bereid haar halve salaris aan de stad te schenken. Haar kandidaatstelling werd afgewezen omdat haar rijbewijs was verlopen.

## Prijzen en nominaties
| Jaar | Prijs            | Resultaat        | Categorie                                                        |
| ---- | ---------------- | ---------------- | ---------------------------------------------------------------- |
| 2006 | AVN Award        | Genomineerd      | Best Couples Sex Scene, Video – Take No Prisoners                |
| 2006 | AVN Award        | Genomineerd      | Best Supporting Actress, Video – Jack's Teen America 2           |
| 2006 | AVN Award        | Genomineerd      | Best Tease Performance – Take No Prisoners                       |
| 2008 | AVN Award        | Genomineerd      | Best Three-Way Sex Scene – Meet the Fuckers 6                    |
| 2008 | F.A.M.E. Award   |                  | Hottest Body                                                     |
| 2009 | F.A.M.E. Award   |                  | Hottest Body                                                     |
| 2010 | XBIZ Award       | Genomineerd      | Female Performer of the Year                                     |
| 2010 | XBIZ Award       | Genomineerd      | Crossover Star of the Year                                       |
| 2010 | XBIZ Award       | Genomineerd      | Pornstar Website of the Year – NikkiBenz.com                     |
| 2010 | AVN Award        | Genomineerd      | Best All-Girl Three-Way Sex Scene – Penthouse: Slave for a Night |
| 2010 | F.A.M.E. Award   |                  | Hottest Body                                                     |
| 2010 | F.A.M.E. Award   | Favorite Breasts |                                                                  |
| 2011 | Penthouse        | Gewonnen         | Penthouse Pet of the Year                                        |
| 2011 | NightMoves Award | Gewonnen         | Best Feature Entertainer (Editor's Choice)                       |
| 2012 | AVN Award        | Genomineerd      | Best Crossover Star                                              |
| 2012 | NightMoves Award | Gewonnen         | Best Feature Entertainer (Fan's Choice)                          |
| 2013 | XBIZ Award       | Genomineerd      | Crossover Star of the Year                                       |
| 2013 | AVN Award        | Genomineerd      | Best Pornstar Website – NikkiBenz.com                            |
| 2015 | XBIZ Award       | Gewonnen         | Crossover Star of the Year                                       |
| 2016 | AVN Hall of Fame | Gewonnen         | AVN Hall of Fame Inductee                                        |